# Otto Wagener
Otto Wagener (Durlach, 29 aprile 1888 – Chieming, 9 agosto 1971) è stato un militare tedesco per un certo periodo consigliere finanziario e confidente di Adolf Hitler.
Nella seconda guerra mondiale, dal 1944 al 1945, succedette al generale Ulrich Kleemann come comandante delle forze tedesche stanziate nelle isole italiane dell'Egeo, territorio della Repubblica Sociale Italiana. Sebbene il comando del territorio fosse in mano al vicegovernatore Iginio Ugo Faralli, il vero potere fu in mano a Wagener fino all'8 maggio 1945 quando firmò la resa agli alleati.

## Biografia

### Primi anni e studi
Figlio di un industriale, Otto Wagener nacque a Durlach, si diplomò al ginnasio e poi divenne ufficiale dell'esercito.

### Carriera militare

#### Prima guerra mondiale
Nel 1916, durante la prima guerra mondiale, Wagener fu promosso allo Stato Maggiore.

#### Primo dopoguerra
Dopo la guerra, Wagener fu coinvolto nella pianificazione di un attacco contro la città di Poznań, in Polonia, ma dovette fuggire nei paesi baltici per evitare l'arresto. Lì fuse tutte le associazioni dei Freikorps nella Legione tedesca, di cui assunse la guida dopo l'assassinio del suo leader, Paul Siewert. Dopo il ritorno in Germania, fu attivo nelle operazioni dei Freikorps in Alta Slesia, Sassonia e nell'area della Ruhr. Nel 1920 studiò economia e riuscì ad ampliare le sue conoscenze viaggiando all'estero. Nel 1929 Wagener si iscrisse al Partito Nazionalsocialista Tedesco dei Lavoratori e alle Sturmabteilung, reclutato dal suo vecchio compagno dei Freikorps Franz Pfeffer von Salomon. Wagener fu in grado di mettere il suo fiuto per gli affari e i suoi contatti al servizio del Partito Nazista. Divenne poi capo di stato maggiore delle Sturmabteilung dall'ottobre 1929 al dicembre 1930, assumendo il comando effettivo delle SA per alcuni mesi in seguito alla rivolta di Stennes, fino all'assunzione del comando da parte di Ernst Röhm come nuovo capo di stato maggiore all'inizio del gennaio 1931. Nel gennaio 1931, Wagener diresse il dipartimento politico-economico del partito e nel settembre 1932 fu nominato consigliere economico personale di Hitler, che poi lo nominò Reichskommissar für die Wirtschaft dall'aprile al giugno 1933. Nello stesso anno divenne membro del Reichstag. Wagener fu poi sostituito nel suo ruolo di commissario per le questioni economiche da Wilhelm Keppler, poiché dopo la presa del potere da parte dei nazionalsocialisti, nel gennaio 1933, Wagener era rimasto invischiato in dispute di "coordinamento" con i leader dell'industria, arrivando persino a occupare con la forza l'associazione di categoria gestita dall'industria, la "Reich Association of German Industry", con l'intenzione di farla chiudere. I conflitti interni portarono a procedimenti giudiziari contro Wagener nel 1933 e nel 1934, in una causa intentata davanti all'USCHLA, il Tribunale del Partito. Dopo la Notte dei lunghi coltelli, Wagener fu incarcerato per un breve periodo. Tuttavia, fu in breve riabilitato e riprese la sua carriera nell'esercito.

#### Seconda guerra mondiale
Durante la seconda guerra mondiale, Wagener prestò servizio al fronte, raggiungendo il grado di maggiore generale e diventando comandante di divisione. A partire dal 20 luglio 1944 affiancò Iginio Ugo Faralli nel governo delle isole italiane dell'Egeo. Durante il suo mandato fu assassinata quasi tutta la popolazione ebraica presente nelle isole. Il suo incaricò termino solo l'8 maggio 1945 quando firmò la resa delle forze tedesche nelle isole agli alleati, e dopodiché fu rinchiuso nei campi di prigionia prima britannici e poi italiani fino al 1952.

#### Secondo dopoguerra
Nel 1946, mentre era detenuto dagli inglesi, Wagener scrisse le sue memorie su Hitler e sulla storia iniziale del Partito Nazista, intitolate Hitler aus nächster Nähe. Aufzeichnungen eines Vertrauten 1929-1932 (noto in inglese come Hitler: Memoirs of a Confidant). Il suo lavoro fu pubblicato solo sette anni dopo la sua morte, avvenuta nel 1971.